# Yushania elegans
Yushania elegans är en gräsart som först beskrevs av Wilhelm Sulpiz Kurz, och fick sitt nu gällande namn av Radha Binod Majumdar. Yushania elegans ingår i släktet yushanior, och familjen gräs. Inga underarter finns listade i Catalogue of Life.